# USS Cleveland (LCS-31)
Pour les articles homonymes, voir USS Cleveland.
L'USS Cleveland (LCS-31) est un littoral combat ship de classe Freedom de l’United States Navy. C’est le quatrième navire en service naval nommé d’après Cleveland, la deuxième plus grande ville de l’Ohio.

## Conception
En 2002, l’US Navy a lancé un programme visant à développer le premier d’une flotte de littoral combat ships. La Navy a d’abord commandé deux navires monocoques à Lockheed Martin, qui sont devenus connus sous le nom de navires de combat côtiers de classe Freedom d’après le premier navire de la classe, l’USS Freedom,. Les navires de combat côtiers aux numéros impairs de l’US Navy sont construits en utilisant la conception monocoque de classe Freedom, tandis que les navires aux numéros pairs sont basés sur une conception concurrente à coque trimaran, la classe Independence de General Dynamics. La commande initiale de navires de combat côtiers concernait un total de quatre navires, dont deux de la classe Freedom. L’USS Cleveland est le seizième navire de combat côtier de classe Freedom à être construit.

## Carrière
Fincantieri Marinette Marine a remporté le contrat de construction du navire le 15 janvier 2019. Sa devise est Forge a Legacy. L’USS Cleveland a été lancé le 14 avril 2023,. Lors de sa mise à l'eau latérale, le Cleveland est impliqué dans une collision mineure avec un remorqueur. Aucun blessé n’a été signalé et les dommages au Cleveland ont été « limités » et situés au-dessus de la ligne de flottaison. Le chantier naval a l’intention d’utiliser un ascenseur à bateaux pour mettre à l’eau les futurs navires de manière mieux contrôlée.